# I liga 1990-1991
L'edizione 1990-91 della I liga vide la vittoria finale dello Zagłębie Lubin.
Capocannoniere del torneo fu Tomasz Dziubiński (Wisła Cracovia), con 21 reti.

## Classifica finale
|     | Classifica         | G  | V  | N  | P  | GF | GS | Pt |
| --- | ------------------ | -- | -- | -- | -- | -- | -- | -- |
| 1.  | Zagłębie Lubin     | 30 | 18 | 8  | 4  | 49 | 25 | 44 |
| 2.  | Górnik Zabrze      | 30 | 15 | 10 | 5  | 55 | 24 | 40 |
| 3.  | Wisła Cracovia     | 30 | 13 | 14 | 3  | 52 | 26 | 40 |
| 4.  | GKS Katowice       | 30 | 16 | 7  | 7  | 33 | 26 | 39 |
| 5.  | Hutnik Cracovia    | 30 | 14 | 9  | 7  | 53 | 34 | 37 |
| 6.  | Lech Poznań        | 30 | 10 | 13 | 7  | 49 | 28 | 33 |
| 7.  | Śląsk Wrocław      | 30 | 12 | 9  | 9  | 41 | 37 | 33 |
| 8.  | Olimpia Poznań     | 30 | 9  | 12 | 9  | 37 | 41 | 30 |
| 9.  | Legia Varsavia     | 30 | 8  | 12 | 10 | 24 | 24 | 28 |
| 10. | Motor Lublin       | 30 | 10 | 8  | 12 | 33 | 38 | 28 |
| 11. | ŁKS Łódź           | 30 | 11 | 6  | 13 | 25 | 36 | 28 |
| 12. | Igloopol Dębica    | 30 | 7  | 12 | 11 | 29 | 45 | 26 |
| 13. | Ruch Chorzów       | 30 | 7  | 11 | 12 | 25 | 35 | 25 |
| 14. | Zawisza Bydgoszcz  | 30 | 8  | 7  | 15 | 27 | 41 | 23 |
| 15. | Stal Mielec        | 30 | 3  | 10 | 17 | 25 | 49 | 16 |
| 16. | Zagłębie Sosnowiec | 30 | 2  | 6  | 22 | 21 | 69 | 10 |

### Verdetti
- Zagłębie Lubin Campione di Polonia 1990-91.
- Zagłębie Lubin ammesso alla Coppa dei Campioni 1991-1992.
- Górnik Zabrze ammesso alla Coppa UEFA 1991-1992.
- Nessuna retrocessione per l'allargamento a 18 squadre dalla prossima stagione.